# Ernestinus mimicus
Ernestinus mimicus – gatunek pluskwiaka różnoskrzydłego z rodziny tasznikowatych.
Gatunek ten opisany został w 1911 roku przez Williama Lucasa Distanta wraz z nowym rodzajem Ernestinus. Podał on jako lokalizację typową Haragamę na Cejlonie.
Ciało samca długości od 2,93 do 3,04 mm, a samicy 3 mm. Głowa, przedplecze, tarczka i dwa pierwsze człony czułków czarne. Pozostałe człony czułków oraz nasada pierwszego jasno-słomkowe. Przykrywka przejrzysta, biaława z poprzeczną plamą barwy czarno-brązowej. Międzykrywka czarna, klinik i zakrywka szarawobiałe. Spód ciała błyszczący, czarny. Sięgający przednich bioder ryjek i odnóża jasno-słomkowe. Przedplecze grubo punktowane. Przypomina neotropikalnego Pseudobryocoris bicolor.
Pluskwiak orientalny, endemiczny dla subkontynentu indyjskiego, znany z dystryktu Kandy na Sri Lance oraz stanu Karnataka w Indiach. Jedyny przedstawiciel swojego rodzaju znany z Cejlonu.